# 蘭迪·韋恩
蘭迪·韋恩（英語：Randy Wayne，1981年8月7日—）是美國的一位演員。他曾經就讀於坎貝爾韋爾大學。他也出演過眾多電影和電視劇作品，包括真愛如血等。

## 外部連結
- 蘭迪·韋恩在互联网电影资料库（IMDb）上的資料（英文）